# Komos
Komos (starogrško κῶμος, latinizirano: kỗmos) je bil slovesen obredni sprevod veseljakov vinopivcev v stari Grčiji, znanih kot komasti (κωμασταί / kōmastaí). Komos je bil vesela družina pri skupnem gibanju,  natančno naravo komosov pa je težko opisati na podlagi raznovrstnih knjižnih virov in podob na vazah.
V grški književnosti, arheologiji in ikonografiji je komos v načelu živahen in slovesen sprevod pijancev, ki ga spremljajo igralci z glasbili, kar je značilno za simpozije in prireditve v čast Dioniza. Tak sprevod ima morda korenine v čaščenju ob žetvi, slavljenju narave in čast Dioniza ter njegovega spremstva. Pogosto je predstavljen na atiški keramiki v 6. stoletju pr. n. št. Sčasoma je izgubil obredno naravo in se vse bolj spreminjal v zasebno zabavo.

## Komos kot izraz družabnosti
Komos je bil izraz družabnosti, ki ni bila omejena izključno na javne verske obrede, kot so bile na primer dionizije in drugi prazniki, povezani s čaščenjem Dioniza, ampak je bil povezan tudi z zasebnimi zabavami, posebej kot del poročne svečanosti, in pomembnim družabnim običajem, kot so bili simpoziji. Komos je bil priložnost, na kateri so si dali duška na skupinski zabavi in pri "norenju".

## Izvor
Raznovrstnost knjižnih in ikonografskih virov otežuje ugotavljanje točne narave komosa. Običajna razlaga danes je, da je to slovesen obredni sprevod, na katerem so bili tudi vozovi, spremljali so ga pesmi in glasba (avlos, lira, kitara ...), udeleženci so bili zelo razposajeni, predajali so se pijančevanju in spolnim namigovanjem z nespodobnostmi in grotesko. Pod vso to splošno sliko komosa pa so pogoste različice: poročna, agonistična, pogrebna, lovska, zmagovalna. 

### Knjižni viri
Najstarejša omemba je v pesmi Heraklejev ščit, ki so jo v antiki pripisovali grškemu pesniku Heziodu (8. stoletje pr. n. št.). V njej se ta navada povezuje s poročnimi svečanostmi. 
V Platonovem Simpoziju je znana scena bučnega prihoda pijanega Alkibiada v Agatonovo hišo v spremstvu prijateljev, imel je venec na glavi in takoj vnesel veselje na simpozij, ki je do tedaj potekal zelo mirno:
Ko je Sokrat to povedal, so nekateri govor hvalili, Aristofan pa je skušal nekaj reči, ker je Sokrat omenil njegov govor. Nenadoma so vežna vrata glasno zabobnela, ker so po njih tolkli – kot bi bili razgrajači, in slišati je bilo glas avlistke. "No fantje, še niste šli pogledat, kdo je?" je Agaton naročil (sužnjem). "Če je kdo od znancev, ga povabite, če ne, pa recite, da ne pijemo, ampak že počivamo." Ne dolgo za tem so zaslišali glas Alkibiada. Bil je zelo pijan in je glasno kričal. Spraševal je, kje je Agaton, in ukazoval, da ga peljejo k njemu. Privedli so ga h gostom, naslonjenega na avlistko in v družbi nekaterih drugih spremljevalcev. Obstal je pri vratih, ovenčan je bil z nekakšnim gostim vencem iz bršljana in vijolic, in na glavi je imel vse polno trakov. Rekel je: "Pozdravljeni možje! Boste sprejeli medse zelo pijanega moža, da bo pil z vami? Če ne, pa odidimo – samo Agatona bomo prej ovili, saj smo prišli zaradi tega. Včeraj nisem mogel priti, zdaj sem pa tu in na glavi imam trakove, da s svoje glave takole ovijem glavo najmodrejšega in najlepšega moža. Posmehujete se mi, ker sem pijan? A čeprav se vi smejete, jaz vem, da je res, kar govorim."
– Platon, Zbrana dela. Prevod Gorazd Kocijančič, Mohorjeva družba, Celje 2006. Simpozij, 212 c–213 a, str. 488
Komosa ne moremo posplošiti. Pindar ga na primer opisuje kot civilno praznovanje.  Demosten ga opisuje kot dogodek, ki se odigrava prvi dan na dionizijah po obrednem sprevodu in tekmovanju gledališč.  Nanaša se na nekakšno tekmovanje, kar kaže tekmovalno naravo komosov.
Demosten  je kritiziral Ajshinovega brata, ker ni nosil maske, kar mogoče kaže na običaj, da udeleženci komosa na glavi nosijo maske in se oblačijo v kostume. 
Glasbeno spremljavo ob komosu omenjata Aristofan v Praznovalkah tezmoforij in Pindar. 

### Slike na vazah
Slike na grških vazah iz arhaične dobe navadno prikazujejo vodjo komosa, svojevrstnega profesionalnega animatorja, ki je oblečen v tesno prilegajoč kiton. Na nekaterih slikah so komasti oblečeni v ženska oblačila.  Etruščani, ki so od Grkov prevzeli mnoge kulturne običaje, so ponovno združili predstave komosov, kot je razvidno na freskah grobnice v Tarkviniji.

## Komos in komedija
Komos je treba razlikovati od sprevoda gledaliških zborov. Zbor je vadil svoje gibe na podlagi neke vrste scenarija in pod vodstvom zborovodje, medtem ko je bil komos naključen, spontan, brez vodje in brez omejevanja scenarija in vaj.
Čeprav je še odprta razprava, je povezava med komosom in nastankom grške komedije široko sprejeta. To je predlagal tudi Aristotel v Poetiki, beseda "komedija" (κωμῳδία) izhaja iz besed κῶμος in ᾠδή ('pesem').  V istem delu Aristotel prinaša tudi teorijo o tem, da je κωμῳδία nastala iz κῶμαι (kỗmai), kakor Dorci imenujejo "vas". V tem primeru je treba izvor komedije iskati v mimetični farsi, kakršno so poznali v Megari in se je razvila po okoliških vaseh.  Točna razvojna pot stare antične komedije, kakršno najdemo na dionizijah v 6. stoletju pr. n. št., ostaja neznana. Improvizirana ljudska farsa se je razvila v dramsko zvrst na Siciliji, odnos med Epiharmovo dramo in atiško komedijo prav tako ostaja nejasen. 